# Cheval en Gambie
La présence du cheval en Gambie, attestée dès les années 1470, est ensuite liée au commerce triangulaire avec les Européens. Avec plus de 20 000 chevaux en 2002, la population chevaline de Gambie a quadruplé à la fin du XXe siècle. Ces animaux servent à la traction hippomobile agricole et utilitaire, ainsi qu'au transport des personnes, plus rarement aux loisirs. 

## Histoire

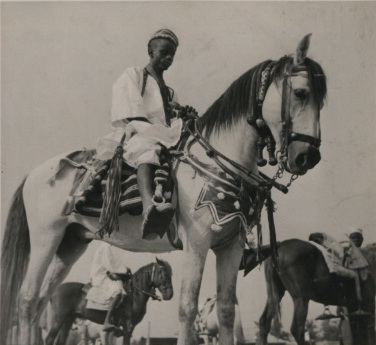
Chef coutumier gambien à Georgetown en 1944.

La situation, à l'intérieur des terres, des contrées du bassin du fleuve Gambie est très méconnue jusqu'au XIXe siècle ; néanmoins, il est vraisemblable que le cheval y ait été déjà présent dans les années 1470, lors de la conquête du Fouta-Djalon de Guinée par des guerriers Fulani, menés par le général Tengella. L'empire Djolof entre en contact avec des commerçants portugais à l'embouchure du fleuve Gambie dès la fin du XVe siècle. Ils sont réputés pour leur usage de la cavalerie militaire. Des chevaux sont ensuite vendus aux Malinkés gambiens, au prix d'un cheval pour sept esclaves. 
En juillet 1966, il existe des lois pour réguler la détention de chevaux en Gambie : l'une d'elles interdit de laisser un cheval sans contrôle sur la voie publique.
En 1974, un recensement national permet de dénombrer environ cinq mille chevaux dans toute la Gambie. La population équine augmente très significativement les années suivantes, avec 22 236 chevaux recensés en 2002.
En 2002, deux sœurs britanniques créent le Gambia Horse and Donkey Thrust à Sambel Kunda, dans l'objectif de fournir des harnachements et des fers aux propriétaires de chevaux, et d'éduquer aux soins des équidés. L'association fournit également une aide vétérinaire mobile, et créée une clinique vétérinaire en 2016.

## Pratiques

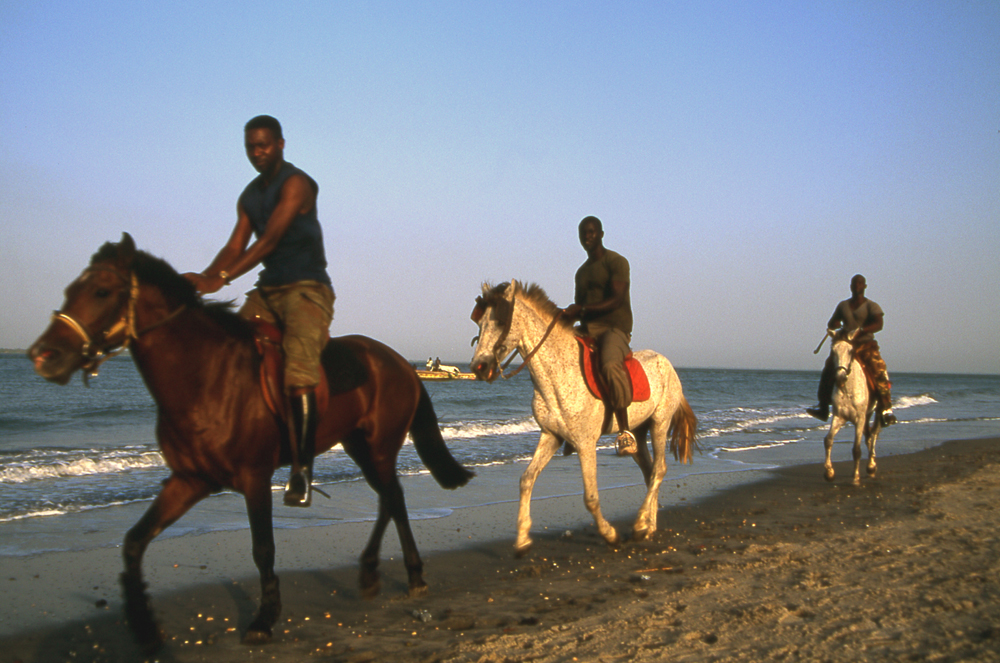
Escorte montée du président gambien, près de Banjul.

Le cheval sert couramment de moyen de traction pour aider aux travaux agricoles, pour transporter des biens,, et de monture pour le transport ou les loisirs. Dans la région de Njayen, un attelage hippomobile permet aux enfants de se rendre à l'école. 
Le président dispose d'une escorte montée.

## Élevage
La base de données DAD-IS ne cite aucune race de chevaux spécifique élevée en Gambie.
La zone est fortement touchée par la trypanosomiase africaine (maladie du sommeil) : en 2008, 91 % des équidés étudiés étaient affectés par une forme de trypanosome.

## Culture
Le cheval est cité dans les contes populaires wolof de Gambie. La tradition orale locale cite l'usage courant du cheval, nommé manea, qui n'était monté que pour des besoins militaires par les guerriers africains.